# Рудник Молодіжний
Рудник Молодіжний – гірничодобувне підприємство на заході Челябінської області Росії.
Запаси відкритого в 1961 році Молодіжного родовища оцінили у 15,9 млн тон руди, яка в середньому містить 3,55% міді та 1,27% цинку. Враховуючи, що рудні тіла залягають на глибинах від 70 до 480 метрів, розробку організували комбінованим методом. 
В 1977-му почали розкривні роботи, а першу руду вилучили в 1981-му. Первісно ка’єр мав потужність лише 0,1 млн тон руди на рік, проте після кількох етапів розширення в 1988-му досягнув проектного показника у 1,2 млн тон. Роботи в кар’єрі тривали до 2003-го, при цьому всього вилучили 10 млн тон руди, а глибина кар’єру досягнула 258 метрів. 
Для вилучення нижніх продуктивних пластів у 2002-му почалось будівництво підземного рудника з проектною потужністю 0,4 млн тон на рік. Вихід на зазначений показник планували на кінець десятиліття, втім, у 2008-му на Молодіжному руднику фактично було видобуто 0,6 млн тон.
Видобуту руду доправляють на Учалінську збагачувальну фабрику, що, як і Молодіжний рудник, належить до Учалінського гірничо-збагачувального комбінату. Вивіз руди здійснюється залізницею (так само як і переміщення пустої породи до відпрацьованого кар’єру «Об’єднаний» на Міжозерному руднику).